# Rhynchosia corylifolia
Rhynchosia corylifolia är en ärtväxtart som beskrevs av George Bentham. Rhynchosia corylifolia ingår i släktet Rhynchosia och familjen ärtväxter. Inga underarter finns listade i Catalogue of Life.